# Polityka uprzemysłowienia
Polityka uprzemysłowienia – całokształt interwencji publicznej w sferę kształtowania się struktur produkcji oraz struktur przedsiębiorstw z punktu widzenia wzmacniania lub udoskonalania działań globalnych lub sektorowych przemysłu. 
Przemysł wymaga od państwa szerokich działań koordynacyjnych. Pozwala to pośrednio lub bezpośrednio oddziaływać na produkcję i rozwój. W oddziaływaniu na przemysł prywatny władze państwowe używają następujących narzędzi:
- taryf publicznych;
- kształtowania infrastruktury;
- różnych form porozumień;
- zarządzeń.

Rozróżnia się zwykle 4 grupy środków polityki przemysłowej: 
- Środki regulujące stosunki między przemysłem i jego otoczeniem. Dotyczy to m.in. polityki kursowej, dochodowej, fiskalnej, kredytowej, handlowej, infrastrukturalnej.
- Oddziaływanie na inwestycje, lokalizację, zatrudnieni i eksport. W tym zakresie państwo może oddziaływać  na przemysł przez: 
  - Premie
  - Subwencje
  - Zwolnienia podatkowe
  - Instrumenty typowe dla polityki przemysłowej, np. kredyty, ulgi podatkowe itp.
- Politykę podtrzymywania lub politykę restrukturyzacji niektórych sektorów przemysłu. Dotyczy to w szczególności hutnictwa żelaza, przemysłu stoczniowego lub nowych przemysłów (np. informatycznych)
- Ustanawianie wielkich programów rozwojowych  w zakresie przemysłu dzięki którym przedsiębiorstwa otrzymują zamówienia rządowe. Owocuje to zespalaniem kapitału publicznego oraz kapitału, którym dysponuje sektor prywatny.

Mimo że przepisy międzynarodowe zabraniają pomagać przedsiębiorstwom by nie naruszać zasad konkurencji, większość krajów realizuje wielkie narodowe programy przemysłowe.